# Párna

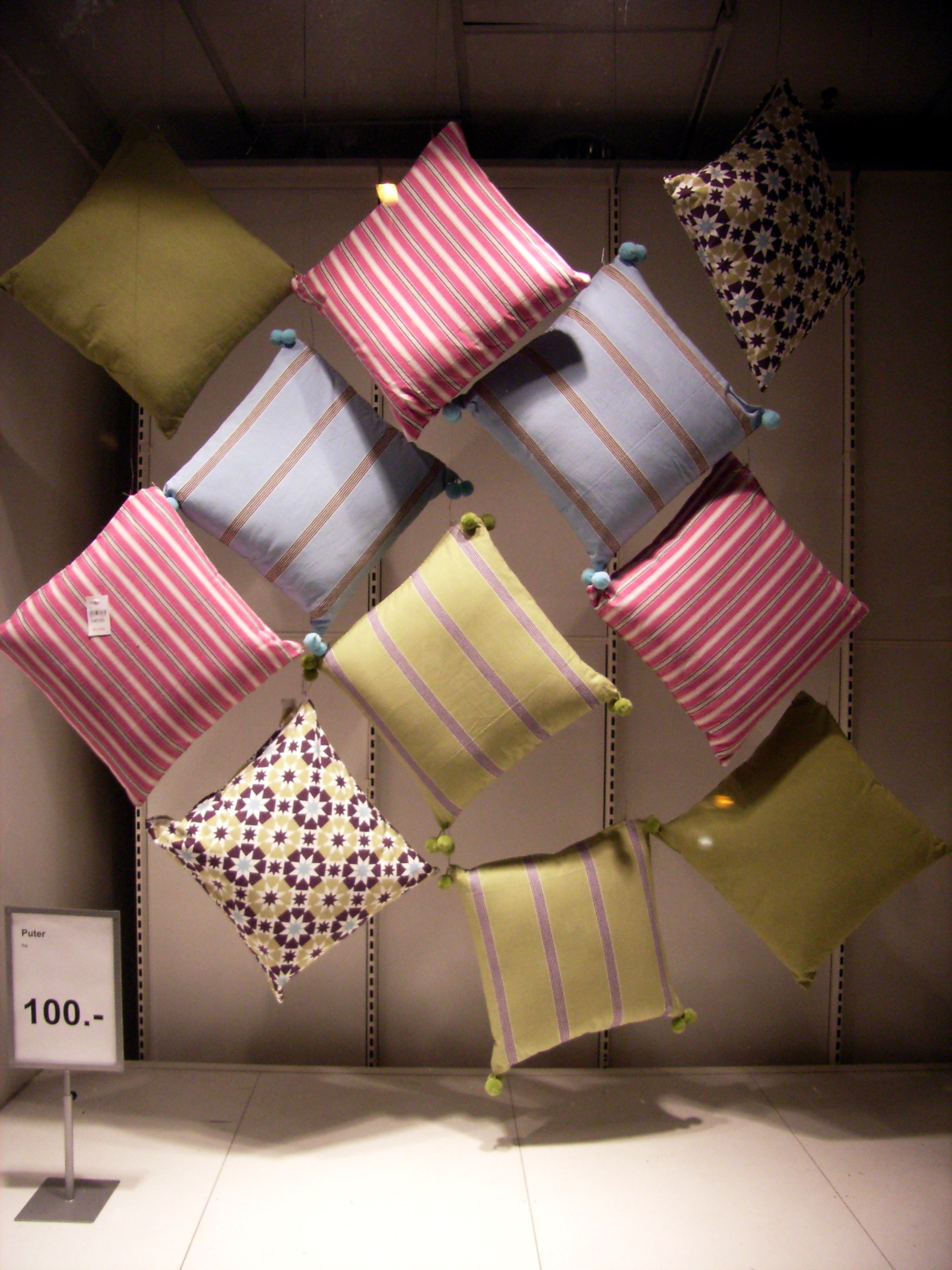
Párnák

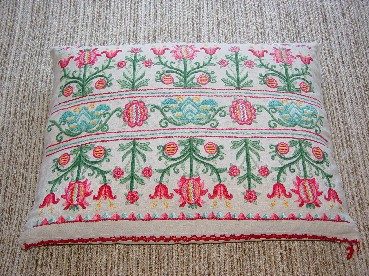
Erdélyi díszpárna

A párna egy olyan tárgy, amelyet rendszerint a fejünk megtámasztására használunk alvás közben, vagy a felsőtestünk megtámasztására ülés közben. Rendszerint puha, méretét, anyagát és formáját tekintve azonban nagyon változatos. Az úgynevezett díszpárnáknak tervezésekor már egyáltalán nem veszik számításba a támasztó funkciót, mert ezeknek a párnáknak elsősorban díszítő szerepük van.

## Története
Már az ókori Egyiptomban is használták, de a kifinomultan díszített párnák az ókori Kínában és Perzsiában és a középkori Európában is kedveltek voltak. A Tudor-kori Angliában széleskörűen is elterjedt, amire az egész világon az ipari forradalom hozta tömegtermelés után kerülhetett sor. A hagyományos kínai párnák gyakran kemény, fából, kőből, fémből készült tárgyak voltak, szemben a mai puha töltetű textilekkel.

## Részei
A párnák rendszerint egy – általában tollal, szivaccsal vagy egyéb szintetikus anyaggal töltött – belsőből és a külső huzatból állnak. Ez a huzat védi a belső részt, s ad teret a díszítésnek.

## Fajtái
Három fő csoportjuk van. Alváshoz használt „normál” párnák, ortopéd párnák és díszpárnák. Persze ezek a kategóriák jelentős átfedésben lehetnek egymással.